# 180 nm
180 nm désigne le procédé de fabrication des semi-conducteurs qui succède au procédé 250 nm de fabrication. Les premiers processeurs possédant cette technologie sont apparus sur le marché en 1999.

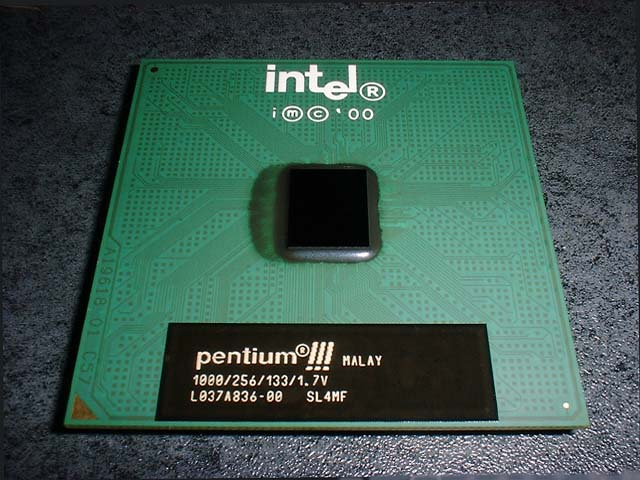
Processeur Pentium III Coppermine en 180 nm

Selon la feuille de route de l'ITRS le successeur du 180 nm est la technologie 130 nm.

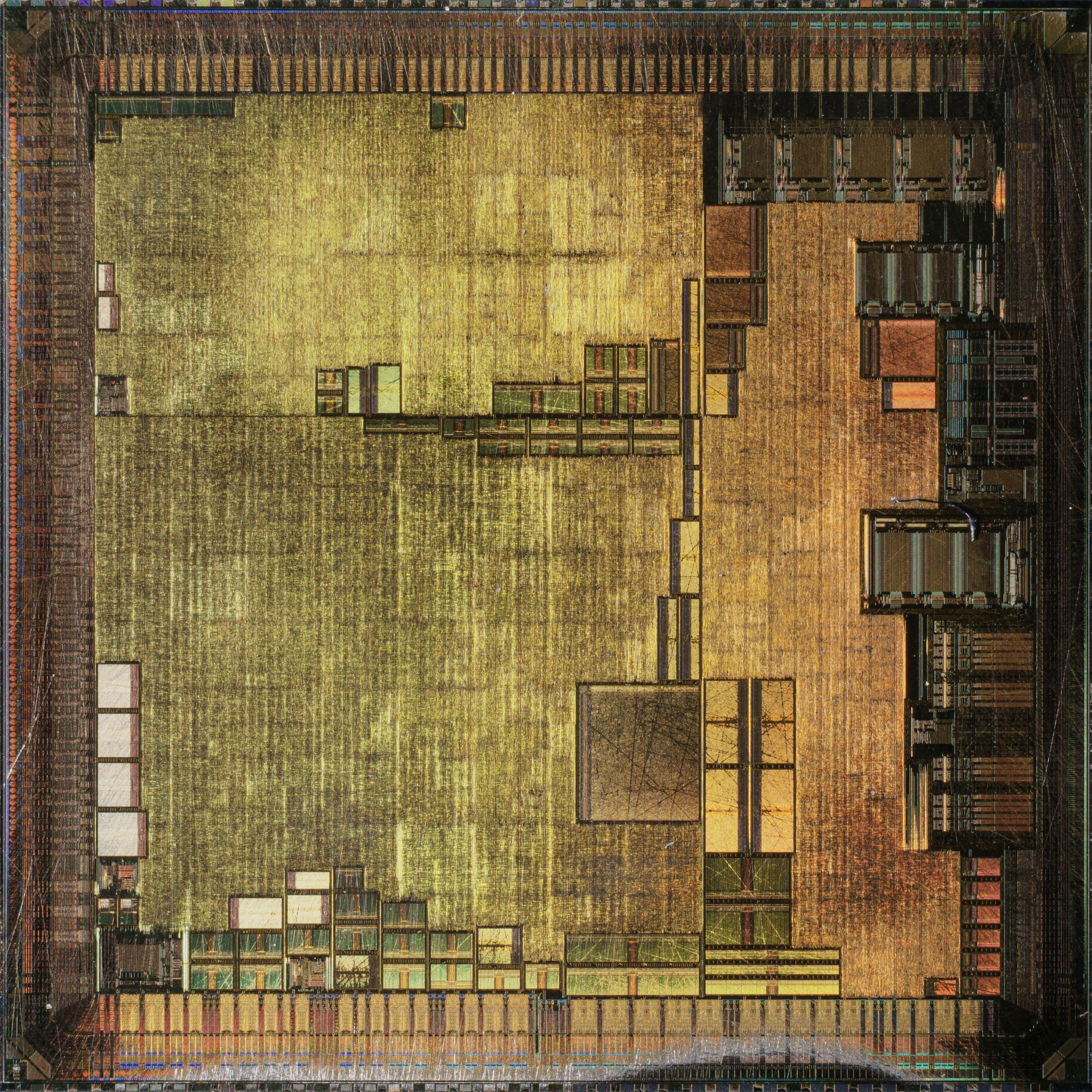
Vue du die d'un microprocesseur de carte graphique Radeon 7000.

## Processeurs gravés dans la technologie 180 nm
- Intel Coppermine[1] - octobre 1999
- Intel Celeron (Willamette) - mai 2002
- AMD Athlon Thunderbird - juin 2000
- Motorola PowerPC 7445 et 7455 (Apollo 6) - janvier 2002
- Radeon R100 et RV100 Radeon 7000 - 2000